# Internazionali d'Italia 1954 - Singolare femminile
Il singolare femminile del torneo di tennis Internazionali d'Italia 1954, ha avuto come vincitrice Maureen Connolly che ha battuto in finale Patricia Ward con il punteggio di 6–4 6–3.

## Tabellone

### Legenda
| - Q = Qualificato - WC = Wild card - LL = Lucky loser | - ALT = Alternate - SE = Special Exempt - PR = Protected Ranking | - w/o = Walkover - r = Ritirato - d = Squalificato |

### Fase finale
|  | Quarti di finale  | Quarti di finale  | Quarti di finale  | Quarti di finale | Quarti di finale |  |  | Semifinali        | Semifinali        | Semifinali        | Semifinali    | Semifinali    |   |   | Finale           | Finale           | Finale           | Finale | Finale |  |
|  |                   |                   |                   |                  |                  |  |  |                   |                   |                   |               |               |   |   |                  |                  |                  |        |        |  |
|  | Maureen Connolly  | Maureen Connolly  | Maureen Connolly  | 6                | 6                |  |  |                   |                   |                   |               |               |   |   |                  |                  |                  |        |        |  |
|  | Ginette Bucaille  | Ginette Bucaille  | Ginette Bucaille  | 3                | 1                |  |  | Maureen Connolly  | Maureen Connolly  | Maureen Connolly  | 6             | 6             |   |   |                  |                  |                  |        |        |  |
|  | Silvana Lazzarino | Silvana Lazzarino | Silvana Lazzarino | 6                | 6                |  |  | Silvana Lazzarino | Silvana Lazzarino | Silvana Lazzarino | 1             | 3             |   |   |                  |                  |                  |        |        |  |
|  | Dorothy Levine    | Dorothy Levine    | Dorothy Levine    | 4                | 0                |  |  |                   |                   |                   |               |               |   |   | Maureen Connolly | Maureen Connolly | Maureen Connolly | 6      | 6      |  |
|  | Patricia Ward     | Patricia Ward     | Patricia Ward     | 6                | 6                |  |  |                   |                   | Patricia Ward     | Patricia Ward | Patricia Ward | 3 | 0 |                  |                  |                  |        |        |  |
|  | Yola Ramírez      | Yola Ramírez      | Yola Ramírez      | 3                | 3                |  |  | Patricia Ward     | Patricia Ward     | Patricia Ward     | 6             | 6             |   |   |                  |                  |                  |        |        |  |
|  | Totta Zehden      | Totta Zehden      | 6                 | 3                | 6                |  |  | Totta Zehden      | Totta Zehden      | Totta Zehden      | 4             | 2             |   |   |                  |                  |                  |        |        |  |
|  | Inge Vogler       | Inge Vogler       | 3                 | 6                | 1                |  |  |                   |                   |                   |               |               |   |   |                  |                  |                  |        |        |  |